# Zamieście (Petite-Pologne)
Pour les articles homonymes, voir Zamieście.
Zamieście est une localité polonaise de la gmina de Tymbark, située dans le powiat de Limanowa en voïvodie de Petite-Pologne.